# آلورین
آلورین (انگلیسی: Alverine) دارویی که دارای خاصیت شل‌کننده عضلات صاف بوده و برای درمان اختلالات عملکردی (فانکشنال) دستگاه گوارش کاربرد دارد.